# إدوارد تشارلز ويلان
إدوارد تشارلز ويلان هو سياسي كندي، ولد في 6 أغسطس 1919، وتوفي في 11 ديسمبر 2007. انتخب عضو المجلس التشريعي من ساسكاتشوان.